# Саут-Дейтона (Флорида)
Саут-Дейтона (англ. South Daytona) — місто (англ. city) в США, в окрузі Волусія штату Флорида. Населення — 12 865 осіб (2020).

## Географія
Саут-Дейтона розташований за координатами 29°9′55″ пн. ш. 81°0′25″ зх. д. / 29.16528° пн. ш. 81.00694° зх. д. (29.165163, -81.006983).  За даними Бюро перепису населення США в 2010 році місто мало площу 13,05 км², з яких 9,62 км² — суходіл та 3,43 км² — водойми.

## Демографія
Згідно з переписом 2010 року, у місті мешкали 12 252 особи в 5532 домогосподарствах у складі 3189 родин. Густота населення становила 939 осіб/км².  Було 6606 помешкань (506/км²).
Расовий склад населення:
| - 84,3 % — білих - 10,9 % — чорних або афроамериканців - 1,1 % — азіатів - 0,3 % — корінних американців - 0,1 % — вихідців з тихоокеанських островів - 1,2 % — осіб інших рас |

До двох чи більше рас належало 2,2 %. Частка іспаномовних становила 5,5 % від усіх жителів.
За віковим діапазоном населення розподілялося таким чином: 18,5 % — особи молодші 18 років, 62,6 % — особи у віці 18—64 років, 18,9 % — особи у віці 65 років та старші. Медіана віку мешканця становила 43,7 року. На 100 осіб жіночої статі у місті припадало 94,1 чоловіків;  на 100 жінок у віці від 18 років та старших — 92,1 чоловіків також старших 18 років.
Середній дохід на одне домашнє господарство  становив 49 509 доларів США (медіана — 32 519), а середній дохід на одну сім'ю — 63 717 доларів (медіана — 42 019). Медіана доходів становила 35 843 долари для чоловіків та 29 601 долар для жінок. За межею бідності перебувало 20,1 % осіб, у тому числі 24,5 % дітей у віці до 18 років та 10,4 % осіб у віці 65 років та старших.
Цивільне працевлаштоване населення становило 5050 осіб. Основні галузі зайнятості: освіта, охорона здоров'я та соціальна допомога — 27,9 %, роздрібна торгівля — 17,9 %, мистецтво, розваги та відпочинок — 14,7 %.